# Gary A. Glatzmaier
Gary A. Glatzmaier (* 1949) ist ein US-amerikanischer Geophysiker. Er ist bekannt für Computersimulationen des Geodynamos der Erde.
Glatzmaier studierte Mathematik und Physik an der Marquette University in Milwaukee mit dem Bachelor-Abschluss 1971 und war bis 1975 als Marineoffizier und Lehrer in der Naval Nuclear Power School in Bainbridge in Maryland. Er wurde 1980 an der University of Colorado in Boulder promoviert (Convection in a Rotating Spherical Shell) und war als Post-Doktorand am National Center for Atmospheric Research (NCAR) in Boulder, in England (Newcastle upon Tyne, Cambridge) und am Los Alamos National Laboratory (LANL), wobei er sich mit Physik der Sonne befasste. Ab 1984 war er Physiker am LANL, wobei er 1995 Fellow des LANL wurde und zusätzlich 1996/97 Gastprofessor an der University of California, Los Angeles, war. 
Von 1998 bis 2014 war er Professor für Planetologie und Geowissenschaften an der University of California, Santa Cruz (UCSC). 2000 bis 2003 war er Direktor des Center for the Origin, Dynamics and Evolution of Planets an der UCSC.
Glatzmaier simulierte 1995 mit seinen Kollegen Paul Roberts und Rob Coe den Geodynamo der Erde. Das Modell sagte eine etwas schnellere Rotation des festen inneren Kerns vorher und reproduzierte auch spontane Umpolarisierungen des Magnetfeldes, einen dominanten axialen Dipol und eine Westdrift des Nicht-Dipol-Anteils. Er simulierte auch die Struktur und Dynamik im Sonneninneren (mit der Vorhersage von Schwerewellen), im Innern großer Gasplaneten wie Jupiter und Saturn (wobei die Modelle eine laterale Bänderung der Windzonen auf der Oberfläche vorhersagen), den Ozeanen unter der Eisoberfläche der Jupitermonde Europa und Titan sowie die Dynamik explosiver Vulkanausbrüche. Er wertete auch Experimente mit rotierenden Flüssigkeiten im Space Shuttle aus.
1996 erhielt er den Sidney Fernbach Award und 2014 die John Adam Fleming Medal der American Geophysical Union. Er ist Mitglied der American Academy of Arts and Sciences und der National Academy of Sciences.

## Schriften (Auswahl)
- mit J. E. Hart, J. Toomre: Space-laboratory and numerical simulations of thermal convection in a rotating hemispherical shell with radial gravity, J. Fluid Mech., Band 173, 1986, S. 519–544
- Numerical simulations of stellar convective dynamos. I The model and method, J. Comp. Phys., Band 55, 1984, S. 461–484
- mit P. Roberts: Rotation and magnetism of Earth's inner core, Science, Band 274, 1996, S. 1887–1891
- mit P. Roberts: A three-dimensional self-consistent computer simulation of a geomagnetic field reversal, Nature, Band 377, 1995, S. 203–209
- mit M. A. Evonuk: 2D studies of various approximations used for modeling convection in giant planets, Geophys. Astrophys. Fluid Dyn., Band 98, 2004, S. 241–255
- mit T. M. Rogers: Gravity waves in the sun, Mon. Not. R. Astron. Soc., Band 364, 2005, S. 1135–1146
- mit M. A. Evonuk: The effects of small solid cores on deep convection in giant planets, Planet. Space Sci., Band 55, 2007, S. 407–412
- mit D. E. Ogden, K. H. Wohletz: Effects of vent overpressure on buoyant eruption columns: Implications for plume stability, Earth Planet. Sci. Lett., Band 268, 2008, S. 283–292.
- Introduction to Modeling Convection in Planets and Stars, Princeton UP 2014